# Rob Otte

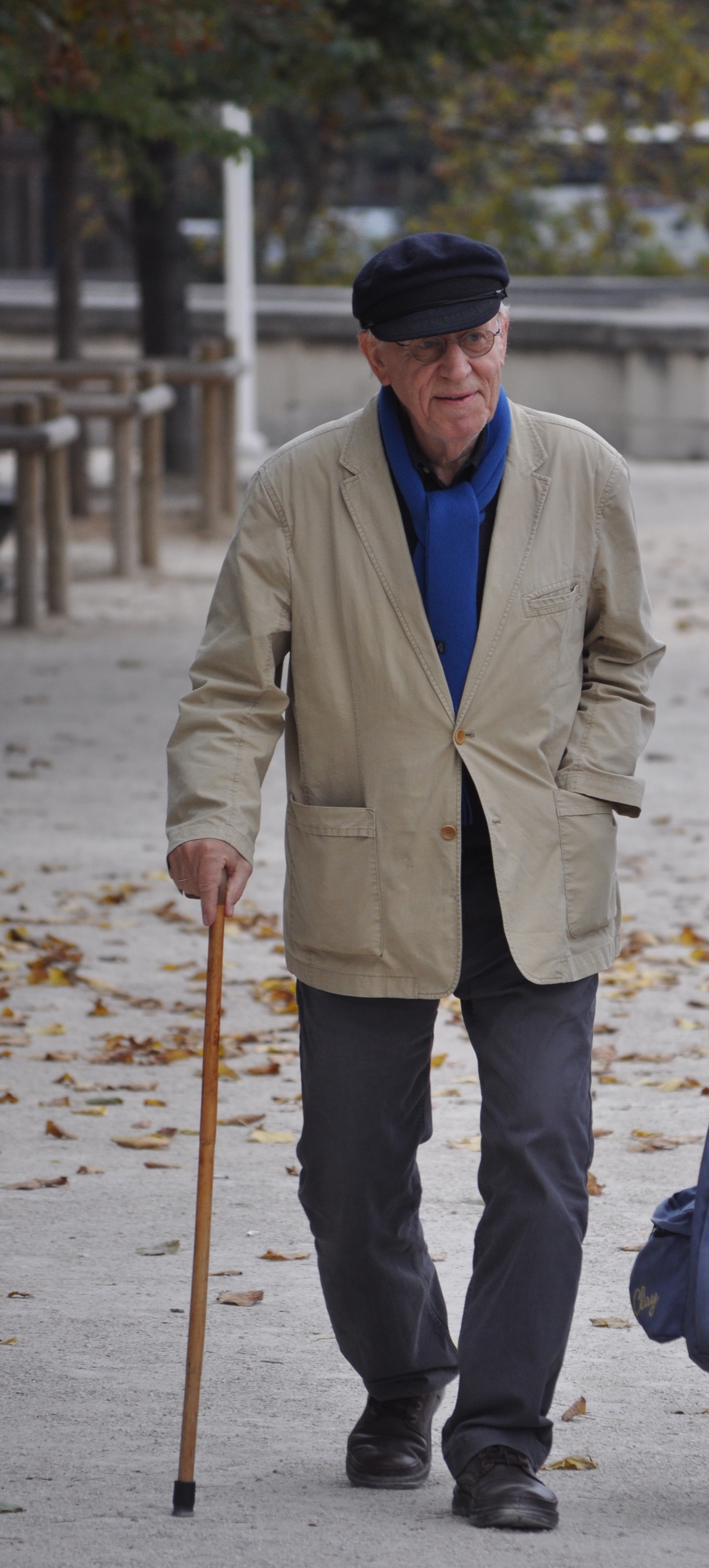
Rob Otte in de Tuilerieën in Parijs (2011)

Rob Otte (Amsterdam, 13 april 1936 - Amsterdam, 11 augustus 2019) was tekenaar, graficus, kunstschilder en organisatieadviseur. Naast zijn artistieke werk startte hij in 1974 als adviseur bij het NPI-Instituut voor Organisatieontwikkeling in Zeist. Vanaf de jaren 60 raakte hij verbonden met de antroposofie.

## Leven en werk
Rob Otte kreeg zijn opleiding aan de Koninklijke Academie van Beeldende Kunsten in Den Haag. Afdeling twee (reclame ontwerpen) was gebaseerd op de beroemde opleiding voor beeldend kunstenaars: het Bauhaus in Weimar (1919-1932). In het Bauhaus stond de omgang met materialen centraal. Het ideaal was: kunst en maatschappij opnieuw verenigen. Moholy-Nagy, Klee en Kandinsky waren bekende kunstenaars die zich door het Bauhaus lieten inspireren, net als Gerard Kiljan en Paul Schuitema, twee leraren aan de academie in Den Haag. Hun visie was voor Otte van groot belang.
Na het eindexamen in 1956 op de academie werd hij als twintigjarige dienstweigeraar twee en een half jaar tewerkgesteld in de Rijks Psychiatrische Inrichting (R.P.I.) in Eindhoven. Het was volgens hem het beste stuk van zijn opvoeding. De patiënten die daar levenslang werden opgenomen omdat ze een onherstelbaar gevaar voor de samenleving waren, kwamen via justitie binnen. In de jaren 50 betekende dat: geen eigen kamer, geen geld, geen bezittingen, geen eigen kleren, geen eigen schoenen. Als broeder Otte maakte hij in de nachtdiensten grote 'stemmingsportretten' met houtskool en zwarte inkt terwijl hij de patiënten bewaakte. Hij stelde zich de vraag wie de mens was. 

## Vrij kunstenaar
In 1959 zat Ottes vervangende dienstplicht erop. Er werd een eerste tentoonstelling georganiseerd in Bodega De Posthoorn in Den Haag. Vanuit Eindhoven terug in Amsterdam vestigde Otte zich als vrij kunstenaar en maakte hij grote olieverfschilderijen. Krachtig van kleur met de staande en bewegende mens als centraal punt. Daar stelde hij zich opnieuw de vraag wie de mens is.
Toen hij in 1961 kennismaakte met het grafische werk van Roger Chailloux, besloot hij te gaan etsen. Het schilderen werd aan de kant gezet. Er ontstond een grote collectie waarin de aquatint-techniek, die hij zich eigen maakte, een ambachtelijke verfijning liet zien. Er volgde een lange reeks tentoonstellingen in binnen- en buitenland.
In 1963 hing zijn werk op de Biënnale in Parijs en in 1966 op de Biënnale in Krakau. Zijn werk werd aangekocht door het Stedelijk Museum in Amsterdam, het (toen nog) Haags Gemeentemuseum, het Van Abbemuseum in Eindhoven en het Joods Historisch Museum in Amsterdam. In 1968 werd hij gevraagd samen met Dick Cassée een grafische afdeling in te richten op de Koninklijke Academie voor Kunst en Vormgeving in Den Bosch. Hij ging op deze uitnodiging in en kort daarna in 1969 voegde ook Sipke Huismans zich bij Otte en Cassée. De opleiding werd een succes.

## Antroposofie
Midden jaren zestig maakt hij kennis met de antroposofie. Het antwoord op zijn vragen over de kern van het menszijn vindt hij in de geesteswetenschap van Rudolf Steiner. De weg van de innerlijke ontwikkeling en de beelden van de niet materiële wereld die Steiner schetste, gaven Otte de mogelijkheid deze kern te benaderen en daarmee de zin van het bestaan.
Tegelijkertijd maakt hij kennis met het NPI-Instituut voor Organisatieontwikkeling in Zeist. De antroposofische medewerkers van het NPI werkten zowel in commerciële als in niet commerciële bedrijven, instituties en overheidsinstanties met de mensen aan de meest uiteenlopende organisatieproblemen. Ze misten een kunstenaar die hen kon begeleiden in hun projecten. Otte stapte in en ervoer dat de kunst, maar dan als sociale handeling, een belangrijke basis was in het oplossen van samenwerkingsproblemen.
Na zeven jaar werd hij in1974 vaste medewerker van het NPI. Het etsatelier werd opgeruimd.

## Geert Groote College Amsterdam
In 1971 vroeg Ton Mensenkamp, leraar kunstvakken op het Geert Groote College Amsterdam, Otte om daar een grafisch atelier te helpen inrichten. Zo zouden de bovenbouwleerlingen kunnen leren etsen vanuit de Waldorfpedagogiek. De 'etsklas' bestaat nog steeds en de liefde voor het etsen heeft zijn uitstraling gehad naar vele andere vrijescholen, tot in Berlijn en Adize (Letland).
Otte schonk twee grote etsafdrukken aan het Geert Groote College Amsterdam.

## Kunst
In zijn drukbezette leven nam hij overal zijn kleine en grote schetsblokken mee. In de conferentieonderkomens, waar het NPI met mensen uit het bedrijfsleven werkte, ging hij 's avonds met potlood tekenen. Er volgden jaren waarin veel werd getekend en grote abstracte olieverfschilderijen werden gemaakt. In 1990 bereikte zijn kunst een hoogtepunt met een zestigtal met zwart potlood gearceerde portretten van de (toen net overleden) Nederlandse dichter Hans Faverey. Otte kende hem niet persoonlijk, maar was een bewonderaar.

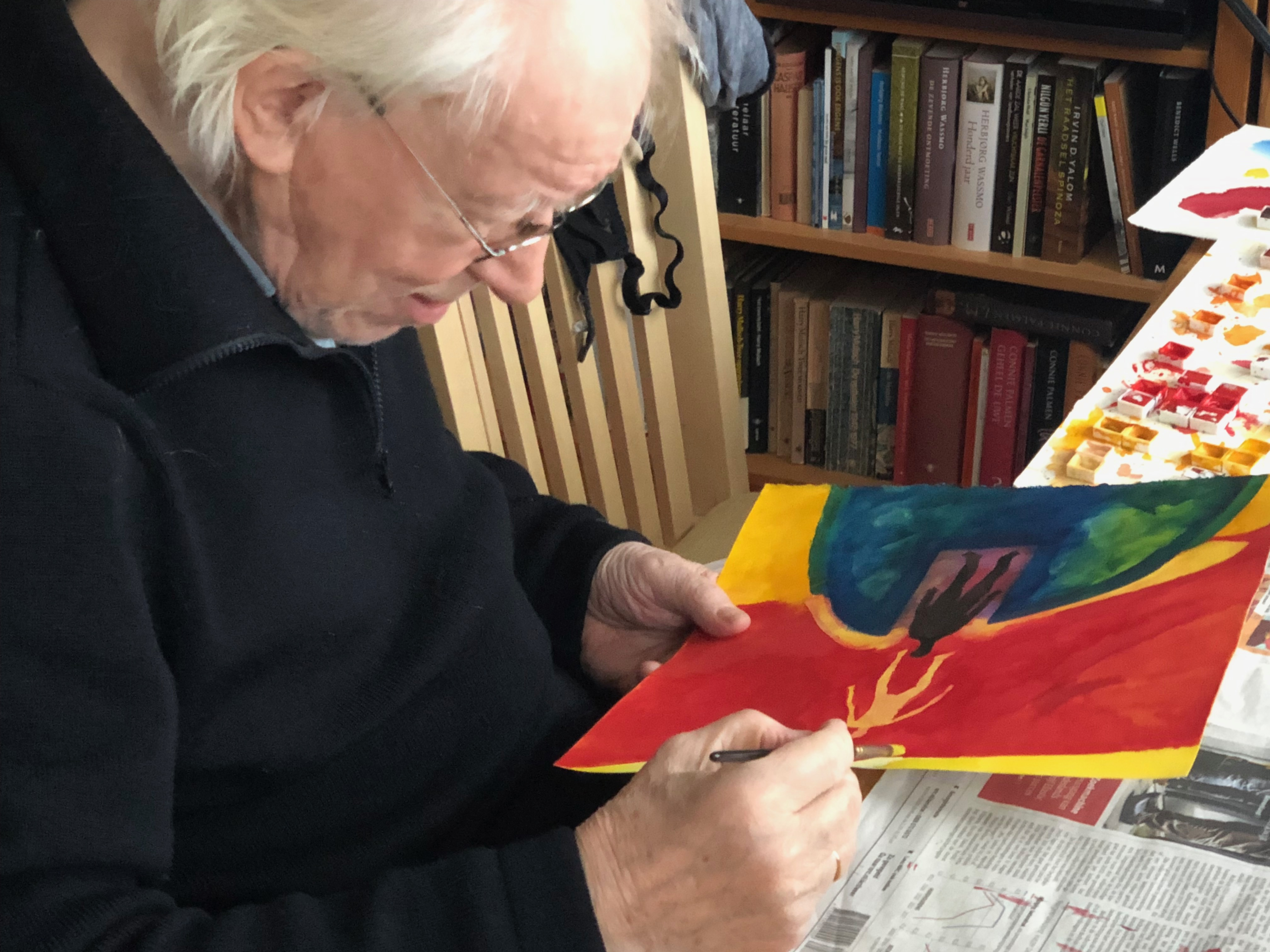
Rob Otte in zijn atelier (2019)

In 2001 verliet hij het NPI en ging hij met pensioen. Daarna begon hij met waterverf te schilderen. Er ontstond een soms abstract oeuvre met krachtige kleuren, vaak met de staande of gaande mens als centraal punt. Dit zei hij over zijn eigen werk:

De kleuren in mijn schilderingen zijn met weinig verdunde waterverf laag over laag aangebracht. Altijd is de menselijke gestalte zichtbaar. Soms slechts als gebaar.
Als ik begin breng ik op het papier een eenvoudige grondvorm aan: een verticale vorm of een nog ongevormde vlek waarbij het mij alleen om de kleur te doen is. Stapsgewijs werk ik zo dat er een directe wisselwerking ontstaat tussen het motief en wat we in de schilderkunst altijd achtergrond hebben genoemd.
Bij het schilderen richt ik steeds mijn aandacht op wat mij verrast. Veel van mijn werk verwijst in de stemming naar ernstige- dramatische gebeurtenissen. Ik werk net zo lang door tot de schildering wat dit betreft voor zichzelf spreekt. Langzamerhand wordt dan ‘een verhaal’ zichtbaar: een verwijzing naar de menselijke binnenruimte.
— Rob Otte

Op uitnodiging van Sipke Huismans werd hij lid van de Hollandse Aquarellistenkring. Die stichting organiseerde in heel Nederland regelmatig tentoonstellingen van haar leden. Uitgeverij Pentagon heeft ruim honderdvijftig verschillende waterverfschilderingen van Otte gebruikt op de covers van haar uitgaven.
Gedurende ongeveer zeven jaar werkte hij op vraag van zijn dochter, Hiske, aan teksten in de vorm van brieven over de innerlijke omgang met zijn overleden vader. Dat was een poging om in het reine te komen met de ingrijpende gevolgen van de activiteiten van zijn vader in het verzet gedurende de oorlog. Het resultaat is het boek In gesprek met mijn overleden vader, 1940-1945. Over idealen, haat en drankzucht.